# 岱青杜楞
岱青杜楞（？—1624年），明朝史料称之为秃文都剌儿、小歹青或者都令小歹青，明末东蒙古敖汉部首领，博尔济吉特氏。
他是兀鲁思孛罗（或图鲁博罗特，存在争议）曾孙，纳密克之孙，贝玛土谢图之子。敖汉旗王公之祖先。
岱青杜楞驻牧地在辽东义州边外，和明朝通贡。16世纪末17世纪初，和土蛮汗、卜言、炒花等屡次侵略明朝的辽东边境。天启四年（1624年），他到白塔峪（今辽宁省葫芦岛市西南）领取市赏，被明军所杀，其子索诺木杜棱归附后金。次子塞臣卓里克图的儿子班第后来被封为敖汉左旗扎萨克郡王。